# Claud Allister
Claud Allister  (ur. 3 października 1888, zm. 26 lipca 1970) – brytyjski aktor sceniczny i filmowy, którego kariera najbardziej rozwinęła się na terenie USA, gdzie zagrał w blisko 70 filmach.

## Życiorys
Urodził się w Londynie jako William Claud Michael Palmer. Ukończył Felsted School w Essex. Początkowo pracował jako urzędnik. Jednak marzenie o aktorstwie sprawiło, że w 1910 roku zadebiutował na scenie. W czasie pierwszej wojny światowej był członkiem objazdowego teatru, który wystawiał spektakle dla żołnierzy na foncie. W 1924 roku wyemigrował do USA. Początkowo grał tam na deskach teatrów. W 1929 roku zadebiutował jako aktor filmowy. Do 1955 roku zagrał w blisko 70 filmach. Zmarł na raka w 1970 roku.

## Filmografia[1]
- 1931: Platynowa blondynka (Platinum Blonde)
- 1933: Prywatne życie Henryka VIII (The Private Life of Henry VIII)
- 1934: Prywatne życie Don Juana (The Private Life of Don Juan)
- 1935: Czarny anioł (The Dark Angel)
- 1936: Córka Draculi (Dracula's Daughter)
- 1941: O smoku, który nie chciał walczyć (The Reluctant Dragon) (głos)
- 1949: O czym szumią wierzby (The Wind in the Willows) (głos)
- 1949: Przygody Ichaboda i Pana Ropucha (The Adventures of Ichabod and Mr. Toad) (głos)
- 1953: Pocałuj mnie Kasiu (Kiss Me, Kate)